# 2 Pancerna Brygadowa Grupa Bojowa „Black Jack Brigade”
2 Pancerna Brygadowa Grupa Bojowa „Black Jack Brigade” (ang. 2nd Armored Brigade Combat Team, 1st Cavalry Division „Black Jack Brigade”) – oddział armii Stanów Zjednoczonych stacjonujący w Fort Hood w Teksasie.

## Struktura organizacyjna
Skład 2020
- 1-5 CAV – 1 batalion 5 pułku kawalerii „Black Knights”
- 1-8 CAV – 1 batalion 8 pułku kawalerii „Mustangs”
- 1-9 CAV – 1 batalion 9 pułku kawalerii „Head Hunters”
- 4-9 CAV – 4 szwadron 9 pułku kawalerii „Dark Horse”
- 3-82 FA – 3 batalion 82 pułku artylerii polowej
- 8 EN – 8 batalion inżynieryjny „Trojan Horse”
- 15 BSB – 15 Batalion Wsparcia Brygady „Gamblers”[1][3]

## Historia
Brygada sformowana została 29 sierpnia 1917 w Armii jako dowództwo 2 Brygady Kawalerii. 27 grudnia 1917 zorganizowana w Fort Bliss w Teksasie jako element 15 Dywizji Kawalerii. Pierwsze lata Brygady to rygorystyczne szkolenie i patrolowanie granicy z Meksykiem. Kawaleria była idealna do walki w trudnym terenie pustynnym wzdłuż granicy z Meksykiem. 9 lipca 1919 zdemobilizowana, a następnie 20 sierpnia 1921 powołana do regularnej armii jako dowództwo 2 Brygady Kawalerii i przydzielona do 1 Dywizji Kawalerii.
W lutym 1943 1. Dywizja Kawalerii została powiadomiona o przydzieleniu jej zadań za granicą jako jednostka spieszona i o tym, że zostanie przetransportowana w rejon południowo-zachodniego Pacyfiku jako dywizja piechoty.
Pierwszą bitwę podczas II wojny światowej Brygada stoczyła podczas kampanii w archipelagu Wysp Admiralicji 1944 roku. W ciągu trzech miesięcy ciężkich walk opanowali wyspy Los Negros, Hauwei, Butjo Luo i Manus.
Dezaktywowana 25 marca 1949 w Japonii i zwolniona z przydziału do 1 Dywizji Kawalerii Specjalnej. W maju tego samego roku w Zachodnich Niemczech przekształcona została w dowództwo 2 Brygady Żandarmerii podczas alianckiej okupacji Niemiec w amerykańskiej strefie okupacyjnej. Tam też została dezaktywowana 15 grudnia 1951.
15 lipca 1963 została przekształcona w HHC (dowództwo i kompania dowodzenia) 2 Brygady 1 Dywizja Kawalerii i 1 września 1963 aktywowana w Korei.
Dowództwo 2 Brygady 1 Dywizji Kawalerii zostało zreorganizowane i przeprojektowane 17 października 2005 w Dowództwo 2 Brygadowego Zespołu Bojowego 1 Dywizji Kawalerii.
W październiku 2019 2 Brygada przemieściła się do Europy w ramach operacji Atlantic Resolve.

### Kampanie
- Rewolucja meksykańska
- II wojna światowa
  - Nowa Gwinea
  - Archipelag Bismarcka
  - Leyte
  - Luzon
- Wojna koreańska
- Wojna wietnamska
  - Obrona;
  - Kontrofensywa;
  - Kontrofensywa, faza II;
  - Kontrofensywa, faza II;
  - Kontrofensywa Tết;
  - Kontrofensywa, faza IV;
  - Kontrofensywa, faza V;
  - Kontrofensywa, faza VI;
  - Tết 69/Counteroffensive;
  - Lato-jesień 1969;
  - Zima-wiosna 1970;
  - Sanctuary Counteroffensive;
  - Kontrofensywa, faza VII
- Operacja Desert Shield
- Wojna w Bośni i Hercegowinie
- Operacja Enduring Freedom
- II wojna w Zatoce Perskiej
- Huragan Katrina
- Irak 2006
- Wojna w Afganistanie[4]

### wyróżnienia
- Presidential Unit Citation (Army)
  - haftowana wstęga PLEIKU PROVINCE
- Valorous Unit Award
  - haftowana wstęga FISH HOOK
  - haftowana wstęga IRAQ 1991
- Philippine Presidential Unit Citation
  - haftowana wstęga 17 OCTOBER 1944 TO 4 JULY 1945
- wietnamski Krzyż Waleczności z palmą
  - haftowana wstęga VIETNAM 1965–1969
  - haftowana wstęga VIETNAM 1969–1970
  - haftowana wstęga VIETNAM 1970–1971
- wietnamski Civil Actions Medal I klasy
  - haftowana wstęga VIETNAM 1969–1970[4]